# Augustin Ševčík
Augustin Ševčík (14. května 1916 Praha – ?) byl český elektrochemik.
Inženýrský titul získal studiem s vyznamenáním v letech 1935–1939 na Fakultě elektrotechnické ČVUT se státní závěrečnou zkouškou konanou dne 15. listopadu 1945. Byl žákem Jaroslava Heyrovského a po druhé světové válce zformuloval (nezávisle na Angličanu J. E. B. Randlesovi) Randlesovu-Ševčíkovu rovnici pro cyklickou voltametrii. V roce 1951 byl podezříván Státní bezpečností z účasti v protikomunistické odbojové skupině; ta při domovní prohlídce skutečně našla mnoho elektrosoučástek a radiotechniky - to se stalo záminkou pro nucenou spolupráci Ševčíka s MV v letech 1951 až 1953. V 60. a 70. letech 20. století byl vedoucím oddělení Správy jaderné energie Federálního ministerstva paliv a energetiky ČSSR a v roce 1967 byl členem vědeckého kolegia jaderného výzkumu ČSAV.